# كولن نيومان
كولن نيومان (بالإنجليزية: Colin Newman)‏ هو عازف قيثارة ومنتج أسطوانات ومغني بريطاني، ولد في 16 سبتمبر 1954 في سالزبوري في المملكة المتحدة.

## وصلات خارجية
- الموقع الرسمي
- كولن نيومان على موقع IMDb (الإنجليزية)
- كولن نيومان على موقع ميوزك برينز (الإنجليزية)
- كولن نيومان على موقع أول ميوزيك (الإنجليزية)
- كولن نيومان على موقع ديسكوغز (الإنجليزية)